# Ньюбург (округ Камберленд, Пенсільванія)
Ньюбург (англ. Newburg) — місто (англ. borough) в США, в окрузі Камберленд штату Пенсільванія. Населення — 364 особи (2020).

## Географія
Ньюбург розташований за координатами 40°8′13″ пн. ш. 77°33′17″ зх. д. / 40.13694° пн. ш. 77.55472° зх. д. (40.136985, -77.554642).  За даними Бюро перепису населення США в 2010 році місто мало площу 0,48 км², уся площа — суходіл.

## Демографія
Згідно з переписом 2010 року, у селищі мешкало 336 осіб у 134 домогосподарствах у складі 100 родин. Густота населення становила 703 особи/км².  Було 143 помешкання (299/км²).
Расовий склад населення:
| - 98,8 % — білих - 0,3 % — корінних американців |

До двох чи більше рас належало 0,6 %. Частка іспаномовних становила 0,9 % від усіх жителів.
За віковим діапазоном населення розподілялося таким чином: 22,0 % — особи молодші 18 років, 64,6 % — особи у віці 18—64 років, 13,4 % — особи у віці 65 років та старші. Медіана віку мешканця становила 38,3 року. На 100 осіб жіночої статі у селищі припадало 110,0 чоловіків;  на 100 жінок у віці від 18 років та старших — 98,5 чоловіків також старших 18 років.
Середній дохід на одне домашнє господарство  становив 54 634 долари США (медіана — 51 875), а середній дохід на одну сім'ю — 64 768 доларів (медіана — 65 179). Медіана доходів становила 45 208 доларів для чоловіків та 35 313 долари для жінок. За межею бідності перебувало 4,3 % осіб, у тому числі 7,8 % дітей у віці до 18 років та 7,3 % осіб у віці 65 років та старших.
Цивільне працевлаштоване населення становило 150 осіб. Основні галузі зайнятості: освіта, охорона здоров'я та соціальна допомога — 32,7 %, публічна адміністрація — 12,7 %, виробництво — 10,0 %, мистецтво, розваги та відпочинок — 10,0 %.